# Зелили
Зелили́ Курбандурды́ (туркм. Gurbandurdy Zelili; 1790—1844) — туркменский классический поэт.
Начальное образование получил в аульной школе, затем в хивинском медресе Ширгази-хана, а также в «медресе гекленов». В медресе Ширгази-хана познакомился с поэтом и полководцем Сеидназаром Сеиди, с которым в дальнейшем его связала тесная дружба.
Зелили писал патриотические и социально-критические стихи, любовную лирику. Многие его стихи обращены к девушке по имени Донди, в которую он был влюблён и с которой был разлучён.

## Переводы на русский язык
- Зелили. Избранные стихи. Перевод Наума Гребнева. Ашхабад, «Туркменистан», 1981. 216 с.